# Четырбоки
Четырбоки (укр. Чотирбоки) — село в Шепетовском районе Хмельницкой области Украины.
Население по переписи 2001 года составляло 1435 человек. Почтовый индекс — 30442. Телефонный код — 3840. Занимает площадь 0,209 км². Код КОАТУУ — 6825589501.

## Местный совет
30442, Хмельницкая обл., Шепетовский р-н, с. Четырбоки, ул. К. Маркса